# Te oud voor ezeltje rijden
Te oud voor ezeltje rijden is een hoorspel van Rhys Adrian. Too Old for Donkeys werd op 29 januari 1963 door de BBC uitgezonden. Op 26 juni 1964 bracht Radio Bremen dit hoorspel onder de titel Flügge geworden. Ad Angevaare vertaalde het en de KRO zond het uit op vrijdag 15 januari 1965 in het programma Avondtheater (met een herhaling op zaterdag 24 juli 1965). De regisseur was Léon Povel. De uitzending duurde 69 minuten.

## Rolbezetting
- Louis de Bree (Arthur)
- Wam Heskes (Charlie)
- Harry Bronk (Henry)
- Eva Janssen (Anne)
- Huib Orizand (de waard)
- Louis Bongers (de barkeeper)
- Jan Wegter (een Ier)

## Inhoud
Een simpel vermaak als ezeltje rijden op het strand heeft geen bekoring meer voor de leerling-monteur Henry. Nu hij man begint te worden, wil hij het leven leren kennen. Huiverig voor de raadselen waarover de veel oudere “Dikke” Charlie zo geheimzinnig doet en zich als het ware over de drempel heen geduwd voelend, begint hij onwennig een eerste - serieus bedoeld - gesprek met een meisje. Dit prille ontluiken, dat gaandeweg de cynische, door het leven gewonde Anne ontwapent, is in het hoorspel met fijne toets aangebracht tegen een donkere achtergrond van leed en ontgoocheling.